# کتابخانه استاوانگر
کتابخانه استاوانگر (نروژی: Stavanger bibliotek) یک کتابخانه عمومی در شهر استاوانگر، در مرکز استان روگالاند و در کشور نروژ است. این کتابخانه، در سال ۱۸۸۵ میلادی، تأسیس شده؛ و یکی از بزرگترین کتابخانه‌های کشور نروژ؛ و از اولین کتابخانه‌هایی است که امانت الکترونیک، از راه دور را به کار گرفته‌است.

## پیشینه
کتابخانه استاوانگر در سال ۱۸۸۵ میلادی، بنیانگذاری شده‌است. اولین محل این کتابخانه، در ساختمان مدرسه دریانوردی، در شهر استاوانگر، قرار داشت. در سال ۱۹۰۱م، کتابخانه به محل دیگری در یک مجتمع ساختمانی در داخل شهر استاوانگر، منتقل شد. این مجتمع ساختمانی در سال ۱۸۴۵م، بنا شده بود؛ و تا قبل از انتقال کتابخانه، دربرگیرنده بیمارستان، آسایشگاه روانی، مؤسسه کار اجباری، گداخانه، رختشوی‌خانه؛ و اقامتگاه سرایدار بود. علاوه بر این یک سردخانه اجساد؛ و یک بازداشتگاه مربوط به تعداد زیادی روسپی نیز، در همین مجتمع قرار داشت. با ورود کتابخانه، همه فعالیت‌های نامبرده به مکان‌های دیگری منتقل شدند. این مجتمع که در نزدیکی یک کلیسا قرار داشت، فضای کافی، هم برای سالن مطالعه و هم بایگانی اسناد داشت. همزمان با انتقال کتابخانه استاوانگر به این مجتمع، یک نویسنده حرفه ای به نام ینس تودت، به منظور کتابداری و مدیریت کتابخانه استخدام شد. وی تا سال ۱۹۳۵م، در مقام خود باقی ماند؛ و در آخرین سال زندگی خود، بعد از ۵۰ سال خدمت، از کار خود کناره گرفت.
پس از جنگ، کتابخانه استاوانگر، همچنان در همین محل قدیمی، باقی مانده بود. محلی که روز به روز، برای فعالیت‌های لازمه یک کتابخانه مدرن، تناسب کمتری پیدا می‌کرد. در نهایت هر دو بخش موسیقی و کودکان، به خارج از محوطه کتابخانه اصلی، منتقل شدند. در طول دهه ۱۹۵۰م، یک مبارزهٔ دائمی برای تصاحب مکان‌های جدید، در جریان بود، اما به موفقیت نرسید. نخست، در ۶ آوریل ۱۹۶۰م، شهرداری استاوانگر، تخصیص یک ساختمان مدرن، در مرکز شهر را به کتابخانه، تصویب کرد. در سال ۱۹۶۳م، بعد از اتمام امور آماده‌سازی، کتابخانه استاوانگر به ساختمان جدید، منتقل شد. در ارتباط با ادغام چند شهرداری کوچک در شهرداری استاوانگر، کتابخانه‌های دو شهرک کوچک نیز، تبدیل به شعبه‌های فرعی کتابخانه استاوانگر شدند. اما ساختمان جدید به اندازه ساختمان قدیمی، عمر طولانی نداشت. از همان سال‌های دهه ۱۹۷۰م، باز بحث بر سر ساختمان جدید، بالا گرفت. در سال ۱۹۸۷م، خانه فرهنگ استاوانگر، به عنوان محل کتابخانه، تعیین شد؛ و در حال حاضر بخش اصلی کتابخانه استاوانگر، در همین ساختمان مستقر است.